# Saint-Sauveur-Marville
 Saint-Sauveur-Marville  là một xã của tỉnh Eure-et-Loir, thuộc vùng Centre-Val de Loire, miền bắc nước Pháp.